# Adrien Vély
Pour les articles homonymes, voir Vély.
Anselme Adrien Raymond Lévy dit Adrien Vély ou Vély, né dans le 1er arrondissement de Paris le 3 septembre 1864 et mort dans le 8e arrondissement de Paris le 30 mai 1935, est un journaliste et auteur dramatique français.

## Biographie
Journaliste, il écrit et fait représenter ses pièces sous le pseudonyme de Vély, anagramme de son nom. Il utilise aussi dans la presse les pseudonymes de Addé, Brioché et Plumquick. Ses pièces ont été représentées sur les plus grandes scènes parisiennes de la fin du XIXe et du début du XXe siècle. 
On lui doit aussi des chansons, des romans et des scénarios de films. 

## Œuvres

### Comme auteur dramatique
- 1887 : Valentine crue Zoé, comédie-vaudeville en 1 acte, avec Adrien Moch, au théâtre des Menus-Plaisirs (13 avril)
- 1892 : La Petite Salammbô, parodie en 1 acte du roman de Gustave Flaubert, avec Alévy, au Théâtre Déjazet (29 septembre)
- 1892 : Cligne en haut ! Cligne en bas !, revue de fin d'année en 1 acte et 2 tableaux, avec Alévy, musique de Charles Raiter, au Concert-Parisien (15 décembre)
- 1893 : Veuve Prosper, successeur, opérette en 3 actes, avec Alévy, au théâtre Déjazet (11 octobre)
- 1893 : Paris-Printemps, revue, avec Alévy, au théâtre d'Application
- 1894 : Napoléon intime, comédie en 1 acte, avec Alévy, au théâtre d'Amiens (9 juillet). Reprise au théâtre du Grand-Guignol en juin 1897.
- 1894 : Paris-Trianon, revue en 2 actes et 3 tableaux, avec Alévy, au Trianon-Concert (31 juillet)
- 1894 : Une Bonne soirée, opérette en 1 acte, avec Alévy, musique de Paul Marcelles, au Théâtre de l'Ambigu (21 décembre)
- 1895 : Paris-Montmartre, revue en deux actes, un prologue et six tableaux, avec Alévy
- 1898 : Paris qui trotte, revue à grand spectacle, avec Alévy et Laurent Grillet, Nouveau-Cirque (8 février)
- 1898 : Une lecture, ou les Jolies filles du Marché des Innocents, comédie en 1 acte, au théâtre des Capucines (20 octobre)
- 1900 : Ya d'la femme, revue en deux actes et un tableau, avec Victor de Cottens, musique de Laurent Halet, au Concert Parisiana (15 octobre)
- 1901 : La revue des Variétés, revue en 3 actes, avec Paul Gavault, au théâtre des Variétés (11 décembre)
- 1901 : Bichette, vaudeville en 3 actes, avec Alexandre Fontanes, au théâtre du Palais-Royal (19 septembre)
- 1902 : Les Aventures du capitaine Corcoran, pièce en 5 actes et 17 tableaux d'après le roman d'Alfred Assolant, avec Paul Gavault et Georges Berr, au Théâtre du Châtelet (30 octobre)
- 1902 : V'là l'métro !, revue à grand spectacle en deux actes et dix tableaux, avec Henry de Gorsse, à la Cigale (7 novembre)
- 1902 : Monsieur Tranquille, comédie en 1 acte, avec Léon Miral, au théâtre des Capucines (22 décembre)
- 1903 : Qu'est-ce qu'on risque ?, revue en deux actes et dix tableaux, avec Charles Clairville, à la Cigale
- 1904 : Pour trente-deux francs, pièce en 1 acte, avec Léon Miral, au théâtre des Capucines (21 avril)
- 1905 : Une revue au Théâtre du Palais Royal, revue en dix tableaux dont un prologue, avec Pierre Veber, au théâtre du Palais-Royal (1er décembre)
- 1905 : Le Numéro 33, pièce en 1 acte, avec Léon Miral, au théâtre des Capucines (24 janvier)
- 1906 : English school, pièce en 1 acte, au théâtre du Palais-Royal (4 mai)
- 1906 : Ohé ! La r'vue du Français, revue locale et féerique en 3 actes et 7 tableaux, au Théâtre-Français de Bordeaux (23 décembre)
- 1909 : La Poire, pièce en 1 acte, avec Léon Miral, au théâtre des Capucines (25 avril)
- 1914 : Le 1er janvier de la sous-préfète, comédie en 1 acte
- 1916 : Le Locataire est sans pitié, comédie en 1 acte, en vers
- 1920 : La Poupée américaine, opérette en 3 actes, avec Victor de Cottens, Armand Lévy et Fernand Rouvray, à l' Alcazar royal ou Fantaisies-Parisiennes de Bruxelles (19 février)
- 1926 : La Double gageure, comédie inédite
- Non daté : Un directeur de naguère, au théâtre Michel.

### Comme romancier
- 1894 : Contes panachés, éditions Calmann-Lévy
- 1902 : L'Illustre Saint-Gratien, illustrations de Paul Destez, librairie Paul Ollendorf
- 1909 : Les petites amies de M. St-Gratien, illustrations de Paul Destez, librairie Paul Ollendorf
- 1913 : Saint-Gratien est dans nos murs !, illustrations de Paul Destez, librairie Paul Ollendorf
- 1914 : M. Schnitz et M. Schnatz, préface de Hansi, illustrations de Paul Destez, librairie Paul Ollendorf
- 1924 : En voilà des histoires, éditions Ferenczi
- 1924 : La Plus aimée, éditions Albin Michel
- 1924 : Mlle Charlequine, poule, éditions Flammarion

### Comme journaliste
- 1894 : La Galerie des chefs-d’œuvre
- 1910 : Voyage à travers les voyages, illustré par Édouard Touraine
- 1921 : La Grande détresse de la poésie française
- 1929 : Le Prix de français en Alsace, 6e année

## Filmographie partielle

### Comme scénariste
- 1908 : Un monsieur qui suit les dames, court-métrage (250 m) de Georges Monca[4]
- 1909 : Le Dîner du 9, court-métrage (215 m) de Georges Monca[5]
- 1909 : La Course au mouchoir, court-métrage d'un réalisateur anonyme[6]
- 1910 : Amis de table d'hôte, court-métrage d'un réalisateur anonyme[7]
- 1911 : Pour voir Paris d'Albert Capellani[8]
- 1912 : Zoé a le cœur trop tendre, court-métrage (155 m) d'un réalisateur anonyme.

## Récompenses et distinctions
- Chevalier de la Légion d'Honneur
- Officier d'Académie (arrêté ministériel du 19 novembre 1889)
- Officier de l'Instruction publique (arrêté ministériel du 17 janvier 1897)